# Sylvia Hoeks

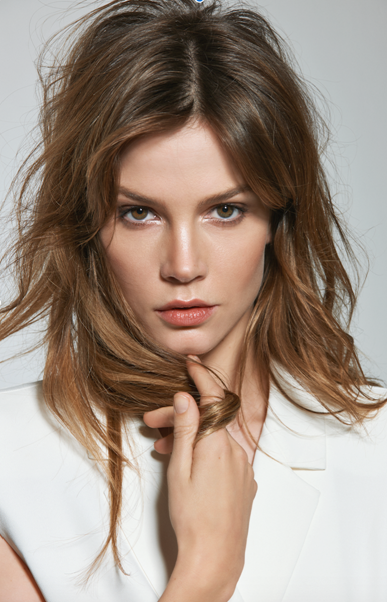
Sylvia Hoeks (2016)

Sylvia Hoeks (anhörenⓘ; * 1. Juni 1983 in Maarheeze, Niederlande) ist eine niederländische Schauspielerin.

## Leben
Im Alter von 14 Jahren wurde Hoeks als Model entdeckt und bereiste in den nächsten Jahren viele europäische Länder. Nach ihrem Schulabschluss besuchte sie die Theater Academie Maastricht.
In ihrem Debütfilm Staatsgevaarlijk (2005) spielte sie eine Hauptrolle. Für ihre darstellerische Leistung in dem Film Duska wurde Hoeks 2007 auf dem niederländischen Filmfestival mit dem Goldenen Kalb als Beste Nebendarstellerin ausgezeichnet. Zwei Jahre später drehte sie ihren bislang erfolgreichsten Film De Storm und wurde auf dem internationalen Filmfestival in Setúbal, Portugal, als Beste Schauspielerin gekürt.
2012 spielte sie erstmals in einem deutschen Film mit dem Titel Vatertage – Opa über Nacht.

## Filmografie (Auswahl)

### Spielfilme
- 2005: Staatsgevaarlijk
- 2007: Frankie
- 2007: Duska
- 2008: Tiramisu
- 2009: De Storm
- 2009: Taartman
- 2009: Life Is Beautiful
- 2010: Tirza
- 2010: Dominique
- 2011: The Gang of Oss (De bende van Oss)
- 2012: Vatertage – Opa über Nacht
- 2012: Das Mädchen und der Tod (Het Meisje en de Dood)
- 2013: The Best Offer – Das höchste Gebot (La migliore offerta)
- 2013: Bros Before Hos
- 2017: Rewind – Die zweite Chance
- 2017: Follow Me Down (Kurzfilm)
- 2017: Renegades – Mission of Honor (Renegades)
- 2017: Blade Runner 2049
- 2017: Whatever Happens
- 2018: Verschwörung (The Girl in the Spider’s Web)
- 2018: All the Devil’s Men
- 2021: Plan A
- 2024: Berlin Nobody

### Serien
- 2005–2009: Vuurzee (24 Episoden)
- 2006: Feine Freundinnen (Gooische Vrouwen, 4 Episoden)
- 2009–2013: t Schaep met de 5 pooten (3 Episoden)
- 2010–2014: Bloedverwanten (24 Episoden)
- 2011–2015: Overspel (32 Episoden)
- 2013: Overspel 2 (10 Episoden)
- 2016: Berlin Station (2 Episoden)
- 2019–2022: See – Reich der Blinden (See, 24 Episoden)
- 2024: Götterdämmerung (Twilight of the Gods, 8 Episoden, Stimme von Sigrid)